# Красная Горка (Октябрьская железная дорога)
Кра́сная Го́рка (ранее Старая Красная Горка) — демонтированная железнодорожная платформа на территории поселка Лебяжье Ломоносовского района Ленинградской области. Названа по расположенной рядом деревне Красная Горка. С 11 января 2011 года на станции прекращено движение электропоездов, в 2019 году остановочный пункт и вся линия были демонтированы.

## История
Однопутная линия к форту «Красная Горка» была открыта в 1909 году как подъездной путь от Ораниенбаума. В 1926 году линия была реконструирована и на ней была открыта станция Краснофлотск. Остановочный пункт Старая Красная Горка был открыт в 1964 году.
На 1981 год на остановочном пункте выполнялась продажа билетов на пригородные поезда без выполнения багажных операций.
С 11 января 2011 года движение через остановочный пункт на Краснофлотск было прекращено, несмотря на протесты жителей посёлка Красная Горка. Закрытие движения негативно сказалось на транспортной доступности близлежащих населённых пунктов, а также вынудило часть жителей, работавших в Санкт-Петербурге, переехать. При этом железнодорожное хозяйство было брошено и на 2015 год частично разворовано. В 2019 году остановочный пункт был разобран вместе со всей линией.